# 真道堂 (镇江)
真道堂为位于中国江苏省镇江市京口区宝盖路127号的一座前神的教会教堂，由美国基督教神的教会传教士王茂真等人兴建于民国二十年（1931），建筑采用砖木结构，墙身以青砖砌筑，门窗均为尖拱形，屋顶则采用中国传统的歇山顶，四面皆有飞檐翘角。其西侧有传教士住宅，样式与教堂类似。
1992年4月，真道堂旧址列为镇江市文物保护单位。